# Alfred Diethe
Alfred Richard Diethe, né le 13 février 1836 à Dresde et mort le 3 juin 1919 dans la même ville, est un peintre 	
allemand, principalement d'histoire.

## Biographie
Alfred Richard Diethe naît le 13 février 1836 à Dresde.
Il est élève de l’Académie de Dresde, de Julius Hübner et de Eduard Bendemann.
Il obtient en 1864 une bourse académique pour deux ans d'études en Italie. Il est professeur à l'école des arts et métiers de Dresde. Il obtient une grande médaille d'argent. En 1859, il reçoit un certificat d'honneur et, en 1860, un certificat qui reconnait l'artiste comme le plus digne du grand prix.
Il expose presque exclusivement à Dresde à partir de 1860.
Il cultive principalement la peinture d'histoire et produit de nombreux tableaux d'un coloris frais et harmonieux. Parmi ceux-ci, on peut citer, au musée de Dresde ; la Visitation de la Vierge à Elisabeth et les Disciples d'Emmaüs (1860) ; les grandes compositions, peintes à la cire sur toile, qui décorent l'école des arts et métiers et dont les plus remarquables sont : C. Colomb débarquant à San Salvador, Luther chassant le diable, Laurent de Médicis favorisant le développement des arts et des sciences, et enfin quatre petits médaillons allégoriques décorant le même édifice et représentant en grisaille : les Mathématiques, l' Histoire naturelle, l' Histoire politique et la Géographie.
Alfred Richard Diethe meurt le 3 juin 1919 dans sa ville natale.

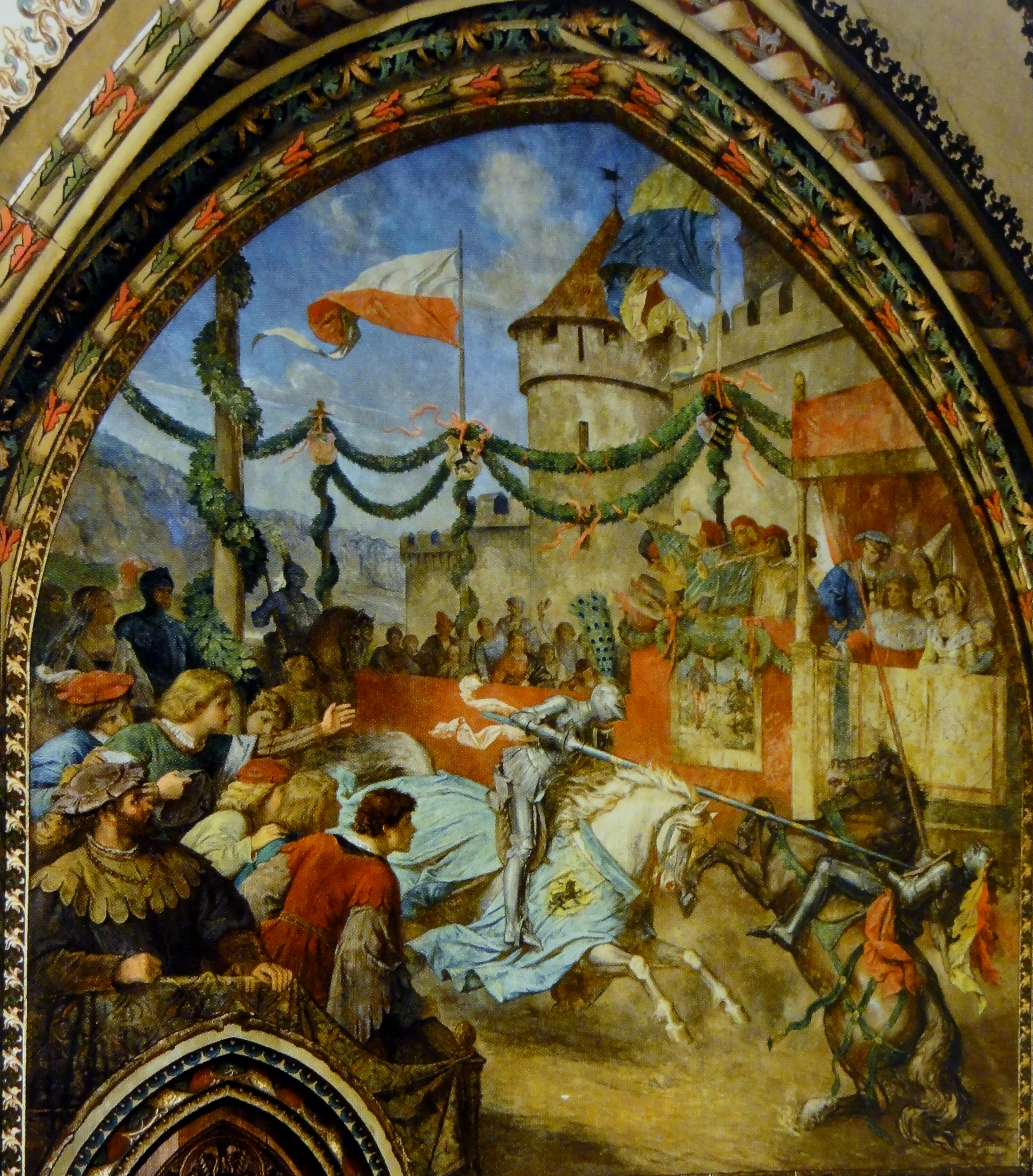
Le duc Albert de Saxe triomphe d'un chevalier au tournoi de Pirna, 1483, 1850 (Albrechtsburg)
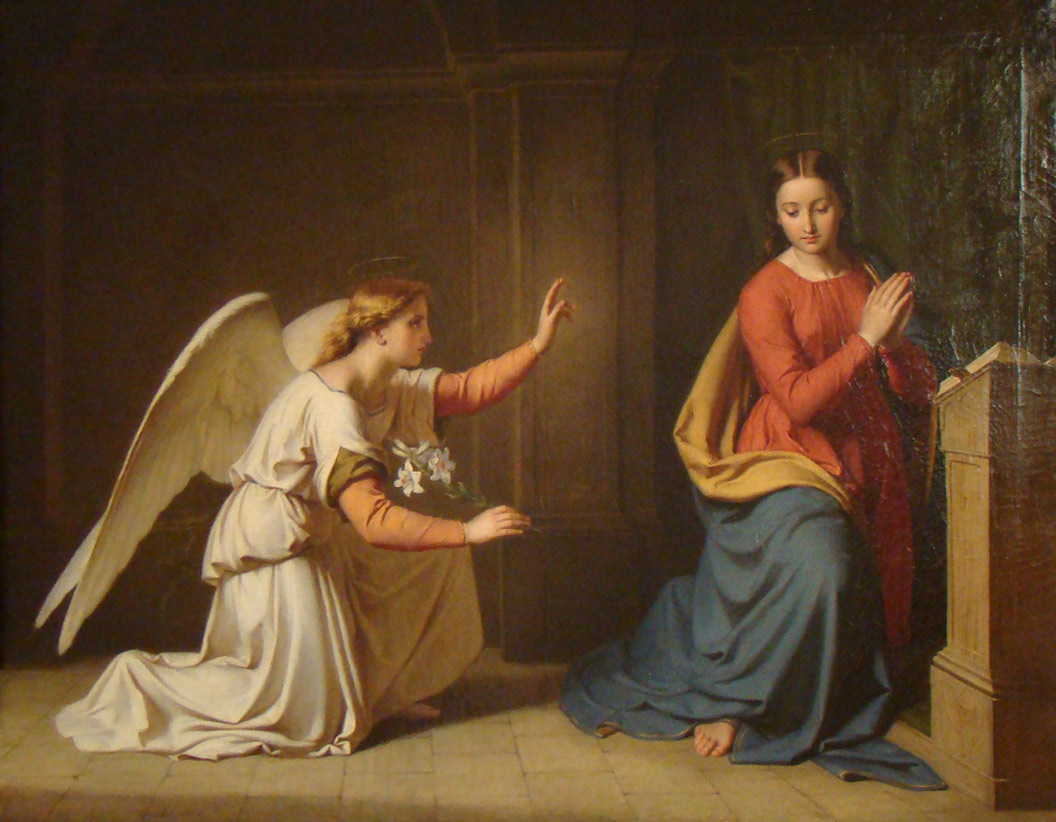
L'Annonciation, 1857 (Rostock, Kulturhistorisches Museum Rostock)
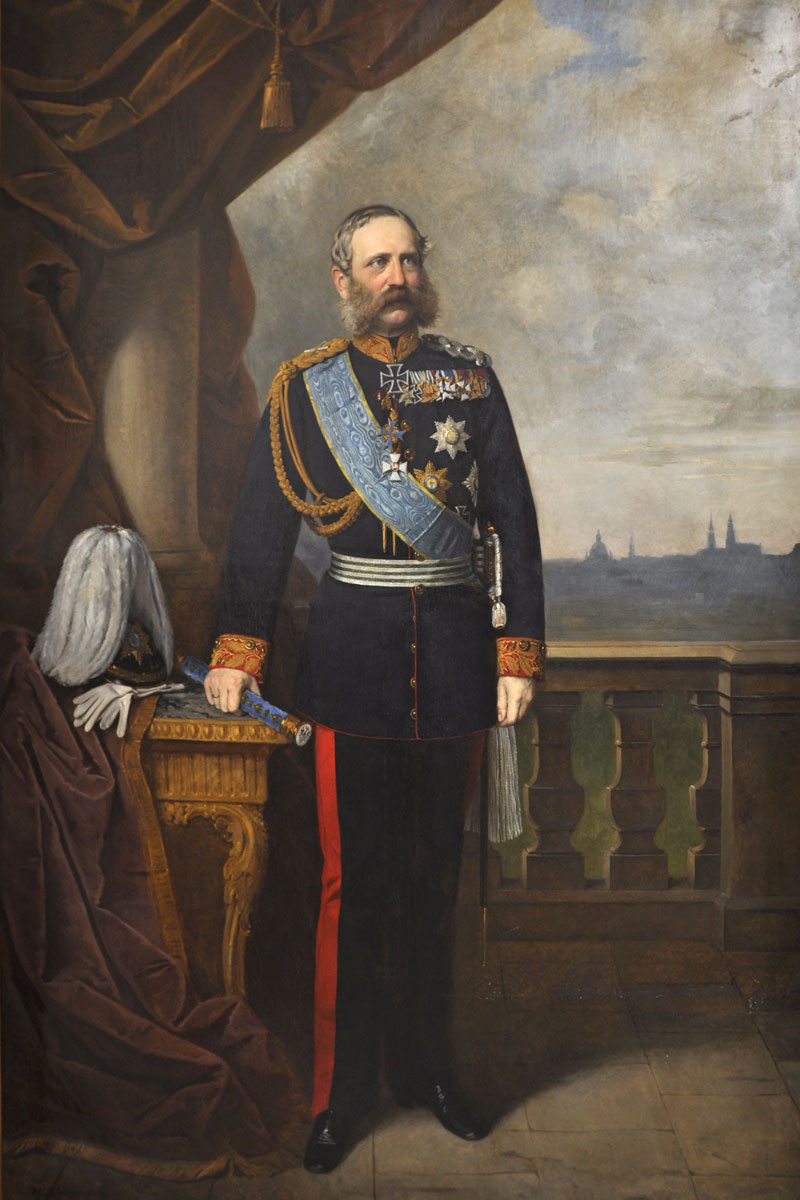
Albert Ier, roi de Saxe, 1876 (Dresde, Militärhistorisches Museum der Bundeswehr)